# Elzunia latreillei
Elzunia latreillei är en fjärilsart som beskrevs av Otto Staudinger 1885. Elzunia latreillei ingår i släktet Elzunia och familjen praktfjärilar. Inga underarter finns listade i Catalogue of Life.